# Club Soda
Cet article concerne la salle de spectacle de Montréal. Pour le soda club, voir eau gazeuse.
Le Club Soda est une salle de spectacle de Montréal au Québec située au 1225, boulevard Saint-Laurent.

## Histoire
Le Club Soda est né au début des années 1980 lorsque Guy Gosselin, André Gagnon et Martin Després souhaitent transformer une salle de réception, située à l'emplacement actuel du Théâtre Fairmount à 5240 avenue du Parc dans le Mile-End, en salle de spectacle. L'inauguration de la salle est réalisée par Boule Noire le 16 novembre 1982. La salle d'une capacité de 1 000 personnes présente des spectacles de différents styles musicaux en formule cabaret bar. Chaque lundi, la salle propose des numéros d'humour.
Le 21 février 1983 a lieu la première des lundis des Ha! Ha! au Club Soda, un événement périodique de stand-up, un genre nouveau au Québec. Les soirées sont animées par les personnages Ding et Dong incarnés par Serge Thériault et Claude Meunier. Entre 700 et 800 personnes ont assisté à la première, et plus de 400 personnes n'ont pas pu y accéder, la salle étant comble. La popularité de ces soirées a contribué grandement au succès du Club Soda. La salle a servi de tremplin à de nombreux humoristes reconnus tels que Ding et Dong, Pierre Verville, Daniel Lemire, André-Philippe Gagnon, le Groupe Sanguin, Les Bananélectrik, Jean-Michel Dufaux, Rock et Belles Oreilles, Michel Courtemanche, etc. D'ailleurs, en 2012, trente ans après le premier lundi des Ha! Ha!, une quinzaine de pionniers ont organisé une soirée commémorative pour souligner les débuts du Club Soda.
In automne 1983, le Club Soda rencontrent des difficultés importantes qui menacent sa survie, une dette de 100 000 $ et des plaintes des résidences voisines contre le bruit. Michel Sabourin et Rubin Fogel, deux producteurs réputés, s'associent alors à Martin Després pour investir dans le Club Soda et le maintenir en vie. En 1985, ils deviennent copropriétaire du Club Soda.
Le Club Soda de l'avenue du Parc fermera ses portes en juillet 1999.
Le Club Soda reprend vie le 19 mars 2000 dans un nouveau bâtiment, situé au coin du boulevard Saint-Laurent et de la rue Saint-Catherine at construit sur mesure pour 3.5 millions de dollars.
Le bâtiment actuel qui loge le Club Soda a été construit en 1908 et était connu sous le nom de Crystal Palace dans les 1940 comme un haut lieu parmi les cabarets montréalais. Après d'importantes rénovations, le lieu reçoit le Club Soda en 2000.